# カジミェシュ1世 (オポーレ公)
カジミェシュ1世（ポーランド語：Kazimierz I opolski、1179年/1180年頃 - 1230年5月13日）は、オポーレ＝ラチブシュ公（在位：1211年 - 1230年）。オポーレ＝ラチブシュ公で一時ポーランド大公を兼ねたミェシュコ1世（跛足公）の長男で一人息子。母はおそらくプシェミスル朝の王女であったルドミラ。

## 生涯
カジミェシュの幼少期については、彼の誕生の際のこと以外ほとんど分かっていない。カジミェシュが生まれたことは、父ミェシュコ1世と大叔父のポーランド大公カジミェシュ2世（正義公）が同盟を結ぶ口実となっている。カジミェシュ2世は甥に当たるミェシュコ1世と、廃位された先代のポーランド大公ミェシュコ3世（カジミェシュ2世の兄）との長期にわたる同盟関係を壊すことを望んでいた。ミェシュコ1世に長男が生まれると、カジミェシュ2世はこの公子の洗礼の代父となって自分の名前を与え、この新生児にビトムとオシフィエンチムを与えた。
1211年に父が死ぬと、カジミェシュ1世は万全の準備を整えて公国の統治権を引き継いだ。それ以前に、カジミェシュ1世はヴワディスワフ3世（細足公）とシロンスク公ヘンリク1世（髭公）に対抗する年少諸公（レシェク1世（白公）、マゾフシェ公コンラト1世及びヴワディスワフ・オドニツ）の同盟に参加していた。この同盟はヴロツワフ司教ヴァヴジニェツを始めとする教会の高位聖職者達と協力関係を築いていた。結果、1215年にカジミェシュ1世は教会に大きな特権と不輸不入権を付与し、これがヴロツワフ司教区が領するウヤスト地区が半独立状態になる事態を引き起こした。カジミェシュ1世の教会との強い提携関係は、近隣諸公のカジミェシュ1世に対する侵略の野心から彼を守ることにつながった。しかし、無事だったのはラチブシュだけで、オポーレはヘンリク1世と奪い合いになり、シェヴィエシュの西部地域、ビトムとオシフィエンチムはその帰属をめぐって長子領との間で論争が起きた。
1220年代にヘンリク1世がシロンスクにおいて勢力を拡大していくと、カジミェシュ1世の領国はますます危険にさらされ、彼にはヘンリク1世と同盟者となる道しか残されていなかった。和約の内容は分からないが、ヘンリク1世による1225年の失敗に終わったクラクフ遠征において、オポーレ＝ラチブシュの軍勢も彼に加勢していた。このことは1225年以後のオポーレ＝ラチブシュには、グリフツィ家のようなマウォポルスカからの政治的亡命者がやってきた事実とも符合する。この年以降、オポーレの市壁建設の費用の一部を拠出したクレメント・ス・ブジェジュニツィ（グリフツィ家の一員）など、亡命者達の受け入れはカジミェシュ1世にとって吉と働き、ヘンリク1世との同盟も領土的利益につながった。1227年、レシェク1世死後のポーランド大公位を巡る混乱に乗じて、カジミェシュ1世は辺境部のチェラチュの要塞を奪取した。
カジミェシュ1世の治世におけるその他の重要な点は、ヘンリク1世の統治様式を採用したこと、そしてドイツ人の移住を奨励したことである。ただし、ドイツ人植民の規模は低地シロンスクほどのものではなかった。カジミェシュ1世は都市部に対するドイツ法の適用を始めた（その初めは1222年、ウヤスト地区である）が、これは公国の経済的発展にかなりの程度貢献した。
1230年5月13日に急死（一部の歴史家はこの前年に死んだと考えている）。遺骸はまだ完成していないチャルノヴォンスィ修道院に埋葬された。幼い息子達はヘンリク1世が摂政となってその後見人となった（但し、養育権は未亡人ヴィオラに与えられた）。

## 子女
当時としては30歳を過ぎた公が未婚だというのは異例のことであった。カジミェシュ1世がいつ結婚したのか正確には定かでないが、彼の子供たちの出生時期から考えると、父を亡くした直後の1212年から1220年の間だと考えられる。カジミェシュ1世と結婚したヴィオラの素性は分からない。15世紀ポーランドの年代記作者ヤン・ドゥゴシュはヴィオラをブルガリア出身だとしているが、かなり疑わしいようである。夫妻は4人の子女に恵まれた。
1. ミェシュコ2世（1220年頃 - 1246年10月22日）
2. ヴワディスワフ（1225年 - 1282年）
3. ヴェンツェスワヴァ（1226年/1228年 - 1230年7月1日） - チャルノヴォンスィの修道女
4. エウフロジナ（1228年/1230年 - 1292年11月4日） - 1257年にクヤヴィ公カジミェシュ1世と結婚、1275年にポメレリア公ムシチュイ2世と再婚（1288年8月より前に離婚）

| 先代 ミェシュコ1世プロントノギ | オポーレ＝ラチブシュ公 1211年 - 1230年 | 次代 ミェシュコ2世オティウィ |